# Kilian
Kilian – imię męskie pochodzenia celtyckiego, etymologicznie wiążące się ze słowem gillean „mnich”. Angielska, polska i niemiecka forma imienia Cillian pochodzi od słowa ceallach oznaczającego „wojna” lub ceall oznaczającego „kościół”. Istnieją zapisy tego imienia w Polsce pochodzące jeszcze ze średniowiecza.
Żeńskim odpowiednikiem jest Kiliana.
Kilian imieniny obchodzi 8 lipca, w dzień św. Kiliana z Würzburga, biskupa i męczennika.
Znane osoby noszące imię Kilian:
- Cillian Murphy – irlandzki aktor
- Cillian Sheridan – irlandzki piłkarz
- Kylian Mbappé – francuski piłkarz
- Killian Overmeire (ur. 1985) – belgijski piłkarz
- Killian Peier – szwajcarski skoczek narciarski
- Kílian Jornet Burgada (ur. 1987) – kataloński biegacz górski

Zobacz też:
- St. Kilian